# CD Alianza Becerra
El Club Deportivo Alianza Becerra fue un equipo de fútbol hondureño, con sede en el municipio de San Francisco de Becerra, Olancho. Fue fundado en el año 2010 y jugó en la Liga de Ascenso de Honduras entre 2011 y 2015.

## Historia

### Fundación
El Alianza Becerra fue fundado en el año 2010 por Pedro Antonio García, en ese entonces alcalde de San Francisco de Becerra. El club inició de manera semiprofesional en la Liga Mayor de Fútbol de Honduras y para fortuna del mismo el siguiente año (2011) se convirtió en uno lleno de éxitos; pues el club consiguió adjudicarse tres títulos, así como el ascenso a la Liga de Ascenso de Honduras.

### Cambio de sede y nombre
El 18 de enero de 2016 se anunció el cambio de sede del equipo, desde San Francisco de Becerra hacia Juticalpa, luego de que el empresario Samuel García Salgado, antiguo presidente del Juticalpa Fútbol Club, adquiriera la franquicia por un monto cercano a US$ 10.000, al igual que una inversión inicial superior a los US$ 100.000, dándole paso a la creación del Olancho Fútbol Club, lo que provocaría su desaparición.

## Estadio
El Alianza Becerra jugaba sus partidos locales en el Estadio Alfredo Hawit Banegas, ubicado en San Francisco de Becerra. Tiene capacidad para albergar 3 000 espectadores.

## Uniforme
- Uniforme titular: Camiseta roja con mangas color amarillo, short azul y medias rojas.
- Uniforme alternativo: Camiseta amarilla con mangas color rojo, short azul y medias rojas.

### Evolución
| 2011 | 2012 | 2013 | 2014 |

## Datos del club
- Nombre: Club Deportivo Alianza Becerra.
- Año de fundación: 2010.
- Fundador: Pedro Antonio García
- Temporadas en 2ª: 3
- Mayor goleada recibida:
  - En campeonatos nacionales: 4-2 ante el Valle Fútbol Club.
- Mayor goleada conseguida:
  - En campeonatos nacionales: 2-1 ante el Municipal Valencia.
- Títulos: 3 (Regionales)

## Palmarés

### Torneos regionales
- Liga Nor-Oriental (1): 2011
- Liga Departamental de Olancho (1): 2011
- Torneo Inter-Regional Centro, Sur y Oriente (1): 2011